# مارکوارتشتاین
مارکوارتشتاین (به آلمانی: Marquartstein) یک شهر در آلمان است که در بایرن واقع شده‌است.

## خصوصیات
مارکوارتشتاین ۱۳٫۴۱ کیلومترمربع مساحت دارد ۵۳۰-۸۰۰ متر بالاتر از سطح دریا واقع شده‌است.

## خواهرخوانده
شهر بریکسن خواهرخواندهٔ مارکوارتشتاین هست.